# Ragatinus maddisoni
Genre
Espèce
Ragatinus maddisoni, unique représentant du genre Ragatinus, est une espèce d'araignées aranéomorphes de la famille des Salticidae.

## Distribution
Cette espèce est endémique du Kenya.

## Étymologie
Cette espèce est nommée en l'honneur de Wayne P. Maddison.

## Publication originale
- Dawidowicz & Wesołowska, 2016 : Jumping spiders (Araneae: Salticidae) of Kenya collected by Åke Holm. Annales Zoologici, Warszawa, vol. 66, no 3, p. 437-466.